# Championnat de Belgique de football de deuxième division 2023-2024
Navigation
saison précédente saison suivante
Le Championnat de Belgique de football de deuxième division 2023-2024 est la cent-septième édition du championnat de belge de Division 2, et la deuxième édition sous l'appellation « Challenger Pro League ».
Entre 2016 et 2022, à la suite d'une importante réforme de la structure pyramidale du football belge survenue en 2016, le championnat ne comporte dès lors plus que 8 clubs professionnels. Cette saison marque le retour à 16 équipes en D2, à l'issue de cette dernière les deux premières équipes au classement seront directement promues en Jupiler Pro League, les équipes classées de la 3e à la 6e place s'affrontent dans un tour final. Le vainqueur affrontera le 14e de Jupiler Pro League lors d'un barrage d'accession. Les deux dernières équipes du classement seront reléguées en Nationale 1.

## Critères de participation
Les critères d'octroi de la licence pour jouer en Challenger Pro League, sont :
- Avoir 17 joueurs sous contrat avec le statut professionnel.
- Disposer d'un stade de minimum 8 000 places dont minimum 5 000 places assises.

## Les 16 clubs participants

### Localisations géographiques
| Ostende Zulte-W. Beerschot Beveren Lommel Lierse Club NXT RSCA Deinze Dender Jong Genk Patro Eisden MM SL 16 FC Liège Seraing F. Borains |

### Liste des clubs engagés
|    | Matricules | Clubs                                                 | Localités    | en D1B depuis  | Total au 2e niveau | 2022-2023 |
| -- | ---------- | ----------------------------------------------------- | ------------ | -------------- | ------------------ | --------- |
| 1  | 31         | Konijnklijke Voetbalclub Oostende                     | Ostende      | 2023-2024 1re  | 24 saisons         | D1A 16e   |
| 2  | 167        | Royal Football Club Seraing                           | Seraing      | 2023-2024 1re  | 5 saisons          | D1A 18e   |
| 3  | 5381       | Sport Vereniging Zulte-Waregem                        | Waregem      | 2023-2024 1re  | 4 saisons          | D1A 17e   |
| 4  | 3          | « Club Next »                                         | Knokke       | 2022-2023 (2e) | 3 saisons          | D1B 4e    |
| 5  | 13         | Koninklijke Beerschot Voetbalclub Antwerpen           | Anvers       | 2022-2023 (2e) | 7 saisons          | D1B 3e    |
| 6  | 16         | « SL 16 Football Campus »                             | Liège        | 2022-2023 (2e) | 2 saisons          | D1B 10e   |
| 7  | 35         | « RSCA Futures »                                      | Anderlecht   | 2022-2023 (2e) | 2 saisons          | D1B 6e    |
| 8  | 322        | « Jong Genk »                                         | Genk         | 2022-2023 (2e) | 2 saisons          | D1B 11e   |
| 9  | 818        | Koninklijke Maatschappij Sportingkring Deinze         | Deinze       | 2020-2021 (4e) | 20 saisons         | D1B 8e    |
| 10 | 3970       | Lierse Kempenzonen                                    | Lierre       | 2020-2021 (4e) | 4 saisons          | D1A 5e    |
| 11 | 2554       | Lommel Sportkring                                     | Lommel       | 2018-2019 (6e) | 24 saisons         | D1B 7e    |
| 12 | 3900       | Football Club Verbroedering Dender Eendracht Hekelgem | Denderleeuw  | 2022-2023 (2e) | 6 saisons          | D1B 9e    |
| 13 | 4068       | Sportkring Beveren                                    | Beveren      | 2021-2022 (3e) | 12 saisons         | D1B 2e    |
| 14 | 4          | Royal Football Club de Liège                          | Liège        | 2023-2024 1re  | 29 saisons         | N1 2e     |
| 15 | 3434       | Koninklijke Patro Eisden Maasmechelen                 | Maasmechelen | 2023-2024 1re  | 38 saisons         | N1 1er    |
| 16 | 5192       | Royal Francs Borains                                  | Boussu       | 2023-2024 1re  | 1 saison           | N1 3e     |

### Stades
| Clubs                     | Stades              | Localités    | Capacités |
| ------------------------- | ------------------- | ------------ | --------- |
| « RSCA Futures »          | Lotto Park          | Anderlecht   | 22 500    |
| K Beerschot VA            | Kiel                | Anvers       | 12 771    |
| SK Beveren                | Freethiel           | Beveren      | 8 190     |
| Royal Francs-Borains      | Robert Urbain       | Boussu       | 6 000     |
| « Club NXT »              | The NEST            | Roulers      | 8 340     |
| KMSK Deinze               | Bourg. Van de Wiele | Deinze       | 7 515     |
| FCV Dender EH             | Van Roy             | Denderleeuw  | 8 157     |
| « Jong Genk »             | Luminus Arena       | Genk         | 25 956    |
| R. FC de Liège            | de Rocourt          | Rocourt      | 8 000     |
| « SL 16 Football Campus » | de la Cité de l'Oie | Visé         | 5 460     |
| Lierse Kempenzonen        | H. Vanderpoorten    | Lierre       | 14 538    |
| Lommel SK                 | Stade Soeverein     | Lommel       | 12 500    |
| Patro Eisden Maasmechelen | du Patro            | Maasmechelen | 5 500     |
| KV Oostende               | Diaz Arena          | Ostende      | 8 432     |
| R. FC Seraing             | du Pairay           | Seraing      | 8 207     |
| SV Zulte Waregem          | Elindus Arena       | Waregem      | 12 300    |

### Légende
|                 | club titré « Champion de Belgique D1B» et promu en Jupiler Pro League |
|                 | clubs promus en Jupiler Pro League                                    |
|                 | club devant participer au "Tour final de D1B".                        |
|                 | clubs relégués vers la Nationale 1.                                   |
| en diminution   | Clubs relégués de Division 1A au terme de la saison 2022-2023.        |
| en augmentation | Clubs promus de Nationale 1 au terme de la saison 2022-2023.          |

## Compétition

### Saison régulière
- Champion d'automne: SV Zulte Waregem
- Dernière mise à jour: le 20 avril 2024.
- Remarque 1: Montée en D1A, maintien ou descente sont conditionnés à l'octroi des licences concernées.
- Remarque 2: Pas de montée pour les sélections « U23 », mais relégation possible.

| Rang | Équipe                          | Pts | J  | G  | N  | P  | Bp | Bc | Diff |
| ---- | ------------------------------- | --- | -- | -- | -- | -- | -- | -- | ---- |
| 1    | K. Beerschot VA                 | 56  | 30 | 17 | 5  | 8  | 46 | 29 | +17  |
| 2    | FC Verbroed. Dender EH          | 54  | 30 | 15 | 9  | 6  | 55 | 32 | +23  |
| 3    | KM SK Deinze                    | 53  | 30 | 16 | 5  | 9  | 48 | 37 | +11  |
| 4    | Lommel SK                       | 52  | 30 | 15 | 7  | 8  | 51 | 31 | +20  |
| 5    | SV Zulte Waregem R              | 51  | 30 | 15 | 6  | 9  | 51 | 34 | +17  |
| 6    | K. Patro Eisden P               | 51  | 30 | 14 | 9  | 7  | 40 | 28 | +12  |
| 7    | R. FC de Liège P                | 49  | 30 | 15 | 4  | 11 | 49 | 41 | +8   |
| 8    | SK Beveren                      | 45  | 30 | 13 | 6  | 11 | 44 | 40 | +4   |
| 9    | « Club NXT » (U23)              | 37  | 30 | 11 | 4  | 15 | 40 | 49 | -9   |
| 10   | « Jong Genk » (U23)             | 37  | 30 | 10 | 7  | 13 | 46 | 52 | -6   |
| 11   | Lierse Kempenzonen              | 35  | 30 | 10 | 5  | 15 | 44 | 59 | -15  |
| 12   | « RSCA Futures » (U23)          | 34  | 30 | 8  | 10 | 12 | 39 | 47 | -8   |
| 13   | KV Oostende R (-6*)             | 32  | 30 | 10 | 8  | 12 | 32 | 39 | -7   |
| 14   | R. Francs Borains P             | 32  | 30 | 9  | 5  | 16 | 38 | 52 | -14  |
| 15   | R. FC Seraing R                 | 28  | 30 | 6  | 10 | 14 | 33 | 51 | -18  |
| 16   | « SL 16 Football Campus » (U23) | 17  | 30 | 5  | 2  | 23 | 22 | 60 | -38  |

(*)  retrait de 6 points imposé au KV Oostende par la Commission des licences de la Fédération belge de football.

### Légende
|  | club promu en Jupiler Pro League pour la saison 2024-2025 |
|  | club qualifié pour les Play-offs                          |
|  | club relégué en Nationale 1 pour la saison 2024-2025      |

- R : club relégué de la Jupiler Pro League à la fin de la saison 2022-2023
- P : club promu de la Nationale 1 à la fin de la saison 2022-2023

- Les deux premiers classés (sauf équipes U23) montent en Jupiler Pro League (division 1).
- Les clubs classés de la 3ème à la 6ème place disputent des play-offs sous la forme d'un système à élimination directe. Le troisième de la compétition régulière rencontre le sixième. Le quatrième affronte le cinquième. Les deux clubs qui l'emportent se qualifient pour une finale. Le vainqueur de cette finale tient sa qualification pour les barrages (match aller-retour) contre le deuxième des Relegation Play-Offs de la Jupiler Pro League. Si une équipe U23 se trouve entre la 3ème et la 6ème place, elle est remplacée par l'équipe non U23 classée à meilleure place à partir de la 7ème place du classement général.
- Les deux derniers y compris les équipes U23 descendent en Nationale 1 (division 3)[8].

### Tableau des résultats de D1B
Aux 12 premières lignes, les clubs susceptibles de monter en « D1A ». Aux 4 dernières lignes, les sélections « U23 » de cercles de D1A.
| Résultats (▼dom., ►ext.)                                   | BEE | BEV | RFB | DEI | DEH | FCL | LIK | LOM | PAT | OST | SER | ZWA | AND | NXT | GEN | S16 |
| K. Beerschot VA                                            |     | 0-0 | 2-1 | 1-2 | 0-1 | 3-0 | 2-1 | 2-1 | 0-1 | 1-1 | 0-0 | 1-2 | 1-1 | 3-0 | 1-0 | 2-0 |
| SK Beveren                                                 | 2-0 |     | 3-0 | 2-2 | 3-2 | 1-2 | 3-1 | 2-2 | 0-1 | 2-3 | 1-1 | 0-3 | 2-1 | 0-2 | 2-1 | 2-0 |
| R. Francs-Borains                                          | 1-3 | 3-0 |     | 0-1 | 0-3 | 2-2 | 2-0 | 1-2 | 0-0 | 0-2 | 0-2 | 2-1 | 1-0 | 2-2 | 2-5 | 2-1 |
| KM SK Deinze                                               | 4-2 | 0-0 | 2-3 |     | 1-1 | 3-1 | 4-0 | 3-2 | 0-0 | 1-0 | 1-0 | 1-1 | 4-1 | 1-3 | 3-2 | 2-1 |
| FCV Dender EH                                              | 1-1 | 1-0 | 2-0 | 3-0 |     | 0-0 | 2-2 | 3-1 | 0-0 | 1-1 | 5-1 | 1-4 | 2-3 | 2-0 | 1-3 | 4-1 |
| R. FC de Liège                                             | 1-4 | 5-1 | 1-0 | 1-0 | 0-1 |     | 2-4 | 2-1 | 1-0 | 2-0 | 2-1 | 0-2 | 0-2 | 3-1 | 5-0 | 1-1 |
| Lierse Kempenzonen                                         | 1-3 | 2-2 | 3-1 | 0-2 | 2-4 | 3-2 |     | 1-2 | 2-1 | 1-2 | 1-0 | 0-1 | 1-1 | 3-1 | 3-1 | 1-4 |
| Lommel SK                                                  | 3-0 | 3-1 | 3-0 | 1-0 | 2-2 | 4-1 | 3-0 |     | 1-2 | 0-1 | 0-0 | 1-1 | 3-1 | 1-0 | 0-1 | 1-0 |
| Patro Eisden MM                                            | 0-2 | 2-1 | 3-1 | 3-1 | 1-1 | 0-2 | 3-0 | 3-0 |     | 2-3 | 2-1 | 0-3 | 0-0 | 4-0 | 2-2 | 3-1 |
| KV Oostende                                                | 1-2 | 0-2 | 1-0 | 0-1 | 0-1 | 0-2 | 0-1 | 0-1 | 0-0 |     | 1-1 | 3-2 | 1-2 | 1-4 | 2-2 | 2-1 |
| R. FC Seraing                                              | 1-2 | 1-2 | 1-5 | 1-2 | 1-3 | 0-4 | 1-1 | 2-2 | 3-0 | 1-1 |     | 0-5 | 1-1 | 2-1 | 1-3 | 3-0 |
| SV Zulte Waregem                                           | 0-1 | 0-1 | 1-3 | 2-1 | 1-1 | 1-0 | 4-1 | 0-3 | 0-0 | 0-1 | 2-1 |     | 2-5 | 0-1 | 1-1 | 1-1 |
| « RSCA Futures »                                           | 1-3 | 0-2 | 3-3 | 1-3 | 2-1 | 1-1 | 3-3 | 1-1 | 1-3 | 0-0 | 0-0 | 1-2 |     | 1-2 | 1-1 | 3-0 |
| « Club NXT »                                               | 0-2 | 0-3 | 1-0 | 0-1 | 0-1 | 1-2 | 3-2 | 0-2 | 2-2 | 2-2 | 1-1 | 1-3 | 0-1 |     | 2-1 | 4-1 |
| « Jong Genk »                                              | 1-2 | 1-0 | 1-1 | 3-2 | 2-1 | 2-3 | 1-3 | 1-1 | 0-1 | 3-1 | 1-1 | 2-4 | 3-0 | 0-3 |     | 1-0 |
| « SL 16 FC »                                               | 1-0 | 1-4 | 1-2 | 2-1 | 0-4 | 2-1 | 0-1 | 0-4 | 0-1 | 0-1 | 1-2 | 1-3 | 0-1 | 1-2 | 3-1 |     |
| - Victoire à domicile - Match nul - Victoire à l'extérieur |     |     |     |     |     |     |     |     |     |     |     |     |     |     |     |     |

- La rencontre de la 3e journée, programmée le samedi 26 août 2023, stade de la Cité de l'Oie à Visé, entre les « U23 » de SL 16 FC et le K. Beerschot VA a été reportée pour des raisons externes au football. À la suite d'un fait divers tragique, survenu le vendredi 18 août 2023 et impliquant la mort d'un homme de 31 ans, à la suite d'un tir policier, des émeutes ont éclaté dans la commune d'Oupeye. En raison des funérailles de la victime et de la tension encore présente, les Forces de police sont mobilisées et pas disponibles en nombre suffisant pour encadrer la rencontre de « D1B ». Madame Catherine Delcourt (Gouverneure de la Province de Liège faisant fonction) a décrété l'interdiction de la tenue du match[9].

### Résumé de la phase classique

#### Journée 1 à 10
Après un douze sur douze, Lommel se fait battre à Dender (3-1) avant de retrouver directement le chemin du succès lors de la venue des Francs Borains (3-0). Le cercle campinois occupe seul la tête du classement avec 15 points, après 6 journées. Les deux premiers poursuivants sont Zulte-Waregem (13) et le Patro Eisden (11). Après une entame relativement délicate, les promus du R. FC de Liège alignent deux beaux succès et pointent au milieu du classement avec 9 unités. Au terme du premier cinquième de la phase classique, les deux dernières places sont occupées par le Lierse (4) et le Standard « B » (3) (qui a joué une rencontre de moins).
Lors de la journée « 7 », Lommel (15) est battu à Liège (12) lequel atteint la 5e place. Victorieux (0-1) au Standard « B », le Patro Eisden revient à un point du leader. Zulte-Waregem (13) est battu (0-1) Bruges « B » (13).
J8: Défait (0-2) par Liège, le Patro Eisden (14, +3) recule du 2e au 6e rang. Il est dépassé par son vainqueur du jour (15) ainsi que par Zulte-Waregem (16), Bruges « B » (16) mais également par le Beerschot (14) auteur d'une belle remontée.
Vainqueur du FC Liège (1-0), Zulte-Waregem (19) prend la tête car Lommel (18) a été battu (2-1) au Beerschot (17). Les « Rats du  Kiel » montent à la 3e place, toujours avec une rencontre jouée en moins et sont donc « leaders virtuels ». Surprise lors de cette journée n°9, avec le net revers du Club NXT (0-3) des œuvres de Beveren, lequel se donne un peu d'air en bas de classement et remonte au 12e rang.
On atteint le premier tiers du championnat avec un sommet « Lommel SK - Zulte-Waregem ». Les deux premiers se neutralisent (1-1). Mais ils conservent leur position respective car leurs trois poursuivants (Beerschot, Bruges « U23 », Deinze) se sont inclinés. S'il reste « lanterne rouge », le Standard « U23 » a cependant décroché une seconde victoire alors que son match de retard fait polémique (voir ci-après).

#### Journée 11 à 20
Zulte (23) (battu 2-5 par le RSCA Futures) et Lommel (21) (aussi défait à domicile 1-2 par le Patro Eisden (22)) calent et laissent le Beerschot (26) (facile vainqueur 3-0 du FC Liège) s'isoler en tête. Une semaine plus tôt, après une victoire « 1-3 »  à « Anderlecht U23 », Deinze (23) a remercié son entraîneur Marc Grosjean à la surprise générale ! Le club orangé va gagner de justesse (0-1) aux Francs Borains et se hisse sur le podium.

### Play-offs

#### Demi-finales Play-offs
| Match         | Dates         | Hôte             | Visiteur         | Scores 90' | Scores 120' | T a B |
| Aller 6e- 3e  | 27 avril 2024 | K. Patro Eisden  | KM SK Deinze     | 0-4        |             |       |
| Aller 5e- 4e  | 27 avril 2024 | SV Zulte Waregem | Lommel SK        | 1-1        |             |       |
| Retour 3e- 6e | 1er mai 2024  | KM SK Deinze     | K. Patro Eisden  | 2-1        |             |       |
| Retour 4e- 5e | 1er mai 2024  | Lommel SK        | SV Zulte Waregem | 1-0        |             |       |

#### Finale play-offs
| Match  | Dates       | Hôte         | Visiteur     | Scores 90' | Scores 120' | T a B |
| Aller  | 5 mai 2024  | Lommel SK    | KM SK Deinze | 1-1        |             |       |
| Retour | 12 mai 2024 | KM SK Deinze | Lommel SK    | 1-2        |             |       |

#### Vainqueur de la finale play-offs contre le2ede la Relegation Play-offs de la Jupiler Pro League
| Match  | Dates       | Hôte        | Visiteur    | Scores 90' | Scores 120' | T a B |
| Aller  | 19 mai 2024 | Lommel SK   | KV Courtrai | 0-1        |             |       |
| Retour | 26 mai 2024 | KV Courtrai | Lommel SK   | 0-1        | 4-2         |       |

Le vainqueur jouera la saison 2024-2025 en Jupiler Pro League.

### Bilan géographique
| Région flamande (11)             | Région flamande (11) | Région wallonne (5)               | Région wallonne (5) |
| -------------------------------- | -------------------- | --------------------------------- | ------------------- |
| Province d'Anvers                | 2                    | Province de Hainaut               | 1                   |
| Province de Flandre-Occidentale  | 3                    | Province de Liège                 | 3                   |
| Province de Flandre-Orientale    | 3                    | Province de Luxembourg            | 0                   |
| Province de Limbourg             | 3                    | Province de Namur                 | 0                   |
| Province du Brabant flamand      | 0                    | Province du Brabant wallon        | 0                   |
| Région de Bruxelles-Capitale VFV | 0                    | Région de Bruxelles-Capitale ACFF | 1                   |